# 33222 Gillingham
33222 Gillingham è un asteroide della fascia principale. Scoperto nel 1998, presenta un'orbita caratterizzata da un semiasse maggiore pari a 2,7812177 UA e da un'eccentricità di 0,1319270, inclinata di 8,36761° rispetto all'eclittica.